# Зелений Луг (Криворізький район)
Зелений Луг — село в Україні, Криворізькому районі Дніпропетровської області. 
Орган місцевого самоврядування — Данилівська сільська рада. Населення — 159 мешканців.

## Географія
Село Зелений Луг знаходиться на відстані 2,5 км від берега Карачунівського водосховища, за 0,5 км від села Данилівка. По селу протікає пересихаючий струмок з загатою. Поруч проходять автомобільна дорога Н11 і залізниця, станція Мусіївка за 3,5 км.

## Населення

### Мова
Розподіл населення за рідною мовою за даними перепису 2001 року:
| Мова       | Кількість | Відсоток |
| ---------- | --------- | -------- |
| українська | 146       | 91.82%   |
| російська  | 10        | 6.29%    |
| білоруська | 2         | 1.26%    |
| болгарська | 1         | 0.63%    |
| Усього     | 159       | 100%     |